# Sento Sé
Sento Sé är en kommun i Brasilien.   Den ligger i delstaten Bahia, i den östra delen av landet, 900 km nordost om huvudstaden Brasília. Antalet invånare är 37 431.
I omgivningarna runt Sento Sé växer huvudsakligen savannskog. Trakten runt Sento Sé är nära nog obefolkad, med mindre än två invånare per kvadratkilometer.